# Lythria ruginaria
Lythria ruginaria là một loài bướm đêm trong họ Geometridae.